# Clinocentrus nigripectus
Clinocentrus nigripectus är en stekelart som beskrevs av Günther Enderlein 1920. Clinocentrus nigripectus ingår i släktet Clinocentrus och familjen bracksteklar. Inga underarter finns listade i Catalogue of Life.